# Мужчина, который любил женщин (фильм, 1983)
«Мужчина, который любил женщин» (англ. The Man Who Loved Women) — американский комедийно-драматический фильм режиссёра Блейка Эдвардса, снятый по сценарию, написанному Эдвардсом совместно с Милтоном Уэкслером и Джеффри Эдвардсом. Ремейк одноимённого фильма Франсуа Трюффо 1977 года. Главные роли в картине исполняют Бёрт Рейнольдс и Джули Эндрюс.

## Сюжет
Фильм начинается с конца повествования — похорон главного героя и затем возвращает зрителя в прошлое в его воспоминаниях. Дэвид (Бёрт Рейнольдс) скульптор около 40 лет и он необычайно падок до женщин, не пропуская ни одной юбки. При этом он не влюбляется в них, а ведёт себя словно коллекционер, который не может пропустить редкий экземпляр. В своей страсти он доходит до безумия. Роман с последней своей пассией Луизой (Ким Бейсингер) — женой нефтяного магната — доводит Дэвида до такого состояния, что он решает обратиться за помощью к врачу.
Психоаналитик Марианна (Джули Эндрюс) оказывается настолько очаровательной женщиной, что на этот раз Дэвид влюбляется по-настоящему. Это чувство приводит его к последней черте…

## Актёрский состав
- Бёрт Рейнольдс — Дэвид Фоулер
- Джули Эндрюс — Марианна
- Ким Бейсингер — Луиз Карр
- Мэрилу Хеннер — Агнес Чэпмэн
- Синтия Сайкс — Кортни
- Дженифер Эдвардс — Нэнси
- Эллен Бауэр — Светлана
- Сила Уорд — Джанет
- Дениз Кросби — Энид
- Барри Корбин — Рой